# Eskilstunaån
Eskilstunaån (gennem Torshälla kaldes den Torshällaån) er en å i Södermanland i Sverige. Eskilstunaån afvander den store sø Hjälmaren (22 moh.) mod nord til Mälaren (0,7 moh.) og passerer gennem byen Eskilstuna. Den har en længde på 32 km og et afvandingsområde på 4.187 km², hvoraf 46% er skov, 25% dyrket land, 15% søer (hvor Hjälmaren udgør den største del), 3% byer og 11% øvrige områder.
Regnet efter  afvandingsområde er Eskilstunaån Mälarens største tilløb. Middelvandføringen nær udløbet fra Hjälmaren er 24 m3/s. Delstrækningen nærmest Hjälmaren kaldes Hyndevadsström.
Åen udgør historisk set en del af grænsen mellem Västerrekarne og Österrekarne härader.